# Пушкарёва, Зоя Васильевна
Зоя Васильевна Пушкарёва (1907—1982) — советский государственный и политический деятель.

## Биография
Родилась 27 апреля 1907 года в Екатеринбурге. Член ВКП(б).
Окончила Ленинградский технологический институт (1932), инженер-химик. Доктор химических наук, профессор (1947), член-корреспондент АН СССР. Заслуженный деятель науки и техники РСФСР (1970).
В 1926 году стала секретарем, затем — инструктором окружной детской комиссии при Свердловском окружном исполкоме, в 1927 году — заместителем заведующего отделом пропаганды и агитации Лысьвенского райкома ВЛКСМ Пермской области. В 1928 году поступила и в 1932 году окончила Ленинградский технологический институт, где ей было предложено остаться в заочной аспирантуре.
С 1932 года — преподаватель химического факультета УПИ (ассистент, доцент, профессор). В 1947—1982 гг. — заведующая основанной ей кафедрой «Технология органического синтеза», в 1968—1982 гг. — заведующая проблемной лабораторией противораковых и противолучевых средств, в 1947—1948 гг. — декан химико-технологического факультета, в 1943—1953 гг. — проректор по научной работе.
Награждена орденами «Знак Почета» (1943, 1951), Трудового Красного Знамени (1961), Ленина (1967), Октябрьской революции (1977), медалью «За доблестный труд в годы ВОВ 1941 −1945 гг.» и многими юбилейными медалями.
Избиралась депутатом Верховного Совета СССР 5-го, 6-го, 7-го созывов.
Умерла 10 августа 1982 года в Свердловске. Похоронена на Широкореченском кладбище.

### Семья
Муж — Маврин Михаил Евграфович, работник железорудной промышленности Урала (умер в апреле 1957 года).